# Francesco Buonamici (architecte)
Pour les articles homonymes, voir Francesco Buonamici et Buonamici.
Francesco Buonamici, né en 1596 et décédé en 1677, est un architecte italien du XVIIe siècle.

## Biographie
Descendant d'une famille noble de Lucques, Francesco Buonamici est connu pour avoir introduit le baroque à Malte. Il arrive dans cette île en 1635 avec Pietro Paolo Floriani dont il est l'assistant. Peu après son arrivée, il reconstruit l'église des Jésuites de La Valette. Il travaille ensuite avec Médéric Blondel, architecte de l'ordre de Saint-Jean de Jérusalem.